# Фигурное катание на зимних Олимпийских играх 2022 — командные соревнования
Командные соревнования в фигурном катании на зимних Олимпийских играх 2022 прошли 4, 6 и 7 февраля. Местом проведения соревнований стал Столичный дворец спорта, расположенный в Пекине. В турнире приняли участие 10 сильнейших сборных согласно квалификационному рейтингу ISU, которые завоевали олимпийские лицензии как минимум в трёх видах программы. По итогам короткой программы в финал вышли 5 лучших сборных.
Предыдущими олимпийскими чемпионами являлись канадские фигуристы. Командные соревнования начались за несколько часов до официальной церемонии открытия Игр.
На протяжении двух лет победителями считались фигуристы из команды ОКР, однако на фоне допингового скандала вокруг Камилы Валиевой церемония награждения была отложена на неопределённый срок.
В январе 2024 года результаты командного турнира были пересмотрены. Победу одержала сборная США, второе место заняла Япония, третье — команда Олимпийского комитета России.

## Медалисты
| Золото | Серебро | Бронза |
| США · Нейтан Чен · Винсент Чжоу · Карен Чен · Алекса Книрим · Брэндон Фрейзер · Мэдисон Хаббел · Закари Донохью · Мэдисон Чок · Эван Бейтс | Япония · Сёма Уно · Юма Кагияма · Вакаба Хигути · Каори Сакамото · Рику Миура · Рюити Кихара · Мисато Комацубара · Тим Колето | ОКР · Марк Кондратюк · Камила Валиева (DSQ) · Анастасия Мишина · Александр Галлямов · Виктория Синицина · Никита Кацалапов |

## Расписание
Время местное (UTC+8)
| День | Дата      | Вид           | Программа / Танец | Программа / Танец |
| День | Дата      | Вид           | Короткая          | Произвольная      |
| ---- | --------- | ------------- | ----------------- | ----------------- |
| 1    | 4 февраля | Мужчины       | 10:00             |                   |
| 1    | 4 февраля | Танцы на льду | 11:40             |                   |
| 1    | 4 февраля | Пары          | 13:20             |                   |
| 3    | 6 февраля | Женщины       | 9:30              |                   |
| 3    | 6 февраля | Мужчины       |                   | 11:50             |
| 4    | 7 февраля | Пары          |                   | 09:15             |
| 4    | 7 февраля | Танцы на льду |                   | 10:30             |
| 4    | 7 февраля | Женщины       |                   | 11:35             |

## Квалификация
В турнире приняли участие 10 сильнейших сборных согласно квалификационному рейтингу ISU, которые завоевали олимпийские лицензии как минимум в трёх видах программы. Сборные Франции, Южной Кореи, Великобритании, занявшие в этом рейтинге места с 7-е, 8-е и 10-е место соответственно, не смогли квалифицироваться для участия в Играх, поскольку получили олимпийские лицензии только в двух видах программы. Сборные Грузии, Чехии и Украины обладали квотами в трёх видах программы, в связи с чем получили право заявить недостающих спортсменов для участия в командных соревнованиях.

## Результаты

### Короткая программа
По итогам короткой программы 5 сильнейших сборных получили право выступить в произвольной. В каждом виде программы страна могла выставить одного спортсмена/пару. За первое место в каждом виде программы сборная получила 10 очков, за второе — 9, за третье — 8 и т.д. вплоть до 1 очка за десятое место.

#### Мужчины
| Место | Спортсмен          | Страна   | Баллы             | Баллы               | Баллы    | Сумма баллов | Командные очки |
| Место | Спортсмен          | Страна   | Сумма за элементы | Сумма за компоненты | Снижения | Сумма баллов | Командные очки |
| ----- | ------------------ | -------- | ----------------- | ------------------- | -------- | ------------ | -------------- |
| 1     | Нейтан Чен         | США      | 63,85             | 47,86               |          | 111,71       | 10             |
| 2     | Сёма Уно           | Япония   | 58,89             | 46,57               |          | 105,46       | 9              |
| 3     | Марк Кондратюк     | ОКР      | 52,81             | 43,00               |          | 95,81        | 8              |
| 4     | Морис Квителашвили | Грузия   | 50,63             | 41,74               |          | 92,37        | 7              |
| 5     | Даниэль Грассль    | Италия   | 47,18             | 40,92               |          | 88,10        | 6              |
| 6     | Цзинь Боян         | Китай    | 43,91             | 39,96               | -1,00    | 82,87        | 5              |
| 7     | Михал Бржезина     | Чехия    | 36,63             | 40,14               |          | 76,77        | 4              |
| 8     | Роман Садовский    | Канада   | 32,27             | 38,79               |          | 71,06        | 3              |
| 9     | Пауль Фенц         | Германия | 33,43             | 35,21               |          | 68,64        | 2              |
| 10    | Отсутствует        | Украина  |                   |                     |          |              |                |

#### Женщины
| Место | Спортсмен          | Страна   | Баллы             | Баллы               | Баллы    | Сумма баллов | Командные очки |
| Место | Спортсмен          | Страна   | Сумма за элементы | Сумма за компоненты | Снижения | Сумма баллов | Командные очки |
| ----- | ------------------ | -------- | ----------------- | ------------------- | -------- | ------------ | -------------- |
| DSQ   | Камила Валиева     | ОКР      | 51,67             | 38,51               |          | 90,18        | 10             |
| 2     | Вакаба Хигути      | Япония   | 40,54             | 34,19               |          | 74,73        | 9              |
| 3     | Мадлен Скизас      | Канада   | 37,56             | 32,04               |          | 69,60        | 8              |
| 4     | Анастасия Губанова | Грузия   | 36,90             | 30,66               |          | 67,56        | 7              |
| 5     | Карен Чен          | США      | 32,72             | 33,48               | -1,00    | 65,20        | 6              |
| 6     | Николь Шотт        | Германия | 32,52             | 30,14               |          | 62,66        | 5              |
| 7     | Анастасия Шаботова | Украина  | 35,63             | 26,86               |          | 62,49        | 4              |
| 8     | Элишка Бржезинова  | Чехия    | 33,97             | 27,08               |          | 61,05        | 3              |
| 9     | Лара Наки Гутманн  | Италия   | 30,78             | 27,74               |          | 58,52        | 2              |
| 10    | Чжу И              | Китай    | 22,34             | 25,69               | -1,00    | 47,03        | 1              |

#### Спортивные пары
| Место | Спортсмен                             | Страна   | Баллы             | Баллы               | Баллы    | Сумма баллов | Командные очки |
| Место | Спортсмен                             | Страна   | Сумма за элементы | Сумма за компоненты | Снижения | Сумма баллов | Командные очки |
| ----- | ------------------------------------- | -------- | ----------------- | ------------------- | -------- | ------------ | -------------- |
| 1     | Суй Вэньцзин / Хань Цун               | Китай    | 44,97             | 37,86               |          | 82,83        | 10             |
| 2     | Анастасия Мишина / Александр Галлямов | ОКР      | 45,22             | 37,42               |          | 82,64        | 9              |
| 3     | Алекса Книрим / Брэндон Фрейзер       | США      | 41,02             | 33,98               |          | 75,00        | 8              |
| 4     | Рику Миура / Рюити Кихара             | Япония   | 39,83             | 34,62               |          | 74,45        | 7              |
| 5     | Кирстен Мур-Тауэрс / Майкл Маринаро   | Канада   | 34,06             | 33,28               |          | 67,34        | 6              |
| 6     | Карина Сафина / Лука Берулава         | Грузия   | 35,59             | 29,20               |          | 64,79        | 5              |
| 7     | Николь Делла Моника / Маттео Гуаризе  | Италия   | 30,75             | 30,55               | -1,00    | 60,30        | 4              |
| 8     | Елизавета Жукова / Мартин Бидарж      | Чехия    | 30,01             | 27,69               | -1,00    | 56,70        | 3              |
| 9     | София Голиченко / Артём Даренский     | Украина  | 28,23             | 25,42               |          | 53,65        | 2              |
| 10    | Отсутствует                           | Германия |                   |                     |          |              |                |

#### Танцы на льду
| Место | Спортсмен                            | Страна   | Баллы             | Баллы               | Баллы    | Сумма баллов | Командные очки |
| Место | Спортсмен                            | Страна   | Сумма за элементы | Сумма за компоненты | Снижения | Сумма баллов | Командные очки |
| ----- | ------------------------------------ | -------- | ----------------- | ------------------- | -------- | ------------ | -------------- |
| 1     | Мэдисон Хаббелл / Закари Донохью     | США      | 48,50             | 38,06               |          | 86,56        | 10             |
| 2     | Виктория Синицина / Никита Кацалапов | ОКР      | 46,92             | 38,13               |          | 85,05        | 9              |
| 3     | Шарлен Гиньяр / Марко Фаббри         | Италия   | 47,12             | 36,71               |          | 83,83        | 8              |
| 4     | Пайпер Гиллес / Поль Пуарье          | Канада   | 45,47             | 37,25               |          | 82,72        | 7              |
| 5     | Ван Шиюэ / Лю Синьюй                 | Китай    | 41,66             | 33,00               |          | 74,66        | 6              |
| 6     | Натали Ташлерова / Филип Ташлер      | Чехия    | 38,68             | 30,31               |          | 68,99        | 5              |
| 7     | Мисато Комацубара / Тим Колето       | Япония   | 37,15             | 29,39               |          | 66,54        | 4              |
| 8     | Мария Казакова / Георгий Ревия       | Грузия   | 35,00             | 29,60               |          | 64,60        | 3              |
| 9     | Александра Назарова / Максим Никитин | Украина  | 34,16             | 29,92               |          | 64,08        | 2              |
| 10    | Катарина Мюллер / Тим Дик            | Германия | 33,52             | 29,69               |          | 63,21        | 1              |

### Произвольная программа
В произвольной программе сборные продолжили соревнования с очками, набранными по итогам короткой программы. Сборные, имеющие более одной лицензии в личных соревнованиях, имели право произвести замену на произвольную программу. Олимпийскими призёрами становятся все фигуристы, выступавшие в командных соревнованиях.

#### Мужчины
| Место | Спортсмен       | Страна | Баллы             | Баллы               | Баллы    | Сумма баллов | Командные очки |
| Место | Спортсмен       | Страна | Сумма за элементы | Сумма за компоненты | Снижения | Сумма баллов | Командные очки |
| ----- | --------------- | ------ | ----------------- | ------------------- | -------- | ------------ | -------------- |
| 1     | Юма Кагияма     | Япония | 116,50            | 92,44               |          | 208,94       | 10             |
| 2     | Марк Кондратюк  | ОКР    | 95,09             | 86,56               |          | 181,65       | 9              |
| 3     | Винсент Чжоу    | США    | 85,24             | 86,20               |          | 171,44       | 8              |
| 4     | Цзинь Боян      | Китай  | 78.26             | 76,78               |          | 155,04       | 7              |
| 5     | Роман Садовский | Канада | 50,10             | 74,50               | -2,00    | 122,60       | 6              |

#### Женщины
| Место | Спортсменка    | Страна | Баллы             | Баллы               | Баллы    | Сумма баллов | Командные очки |
| Место | Спортсменка    | Страна | Сумма за элементы | Сумма за компоненты | Снижения | Сумма баллов | Командные очки |
| ----- | -------------- | ------ | ----------------- | ------------------- | -------- | ------------ | -------------- |
| DSQ   | Камила Валиева | ОКР    | 105,25            | 74,67               | -1,00    | 178,92       | 10             |
| 2     | Каори Сакамото | Япония | 76,93             | 71,73               |          | 148,66       | 9              |
| 3     | Мадлен Скизас  | Канада | 67,53             | 64,51               |          | 132,04       | 8              |
| 4     | Карен Чен      | США    | 65,68             | 65,84               |          | 131,52       | 7              |
| 5     | Чжу И          | Китай  | 42,79             | 50,62               | -2,00    | 91,41        | 6              |

#### Спортивные пары
| Место | Спортсмены                            | Страна | Баллы             | Баллы               | Баллы    | Сумма баллов | Командные очки |
| Место | Спортсмены                            | Страна | Сумма за элементы | Сумма за компоненты | Снижения | Сумма баллов | Командные очки |
| ----- | ------------------------------------- | ------ | ----------------- | ------------------- | -------- | ------------ | -------------- |
| 1     | Анастасия Мишина / Александр Галлямов | ОКР    | 74,97             | 72,23               | -2,00    | 145,20       | 10             |
| 2     | Рику Миура / Рюити Кихара             | Япония | 70,11             | 69,49               |          | 139,60       | 9              |
| 3     | Пэн Чэн / Цзинь Ян                    | Китай  | 63,35             | 68,40               |          | 131,75       | 8              |
| 4     | Ванесса Джеймс / Эрик Рэдфорд         | Канада | 64,46             | 65,61               |          | 130,07       | 7              |
| 5     | Алекса Книрим / Брэндон Фрейзер       | США    | 62,74             | 66,23               |          | 128,97       | 6              |

#### Танцы на льду
| Место | Спортсмены                           | Страна | Баллы             | Баллы               | Баллы    | Сумма баллов | Командные очки |
| Место | Спортсмены                           | Страна | Сумма за элементы | Сумма за компоненты | Снижения | Сумма баллов | Командные очки |
| ----- | ------------------------------------ | ------ | ----------------- | ------------------- | -------- | ------------ | -------------- |
| 1     | Мэдисон Чок / Эван Бейтс             | США    | 71,81             | 57,26               |          | 129,07       | 10             |
| 2     | Виктория Синицина / Никита Кацалапов | ОКР    | 71,42             | 57,75               | -1,00    | 128,17       | 9              |
| 3     | Пайпер Гиллес / Поль Пуарье          | Канада | 68,73             | 55,66               |          | 124,39       | 8              |
| 4     | Ван Шиюэ / Лю Синьюй                 | Китай  | 57,41             | 49,77               |          | 107,18       | 7              |
| 5     | Мисато Комацубара / Тим Колето       | Япония | 54,29             | 44,37               |          | 98,66        | 6              |

### Итоговая таблица
| Место | Страна   | Короткая программа | Короткая программа | Короткая программа | Короткая программа | Короткая программа | Произвольная программа | Произвольная программа | Произвольная программа | Произвольная программа | Произвольная программа | Сумма баллов |
| Место | Страна   | М                  | Ж                  | СП                 | Т                  | Всего              | М                      | Ж                      | СП                     | Т                      | Всего                  | Сумма баллов |
| ----- | -------- | ------------------ | ------------------ | ------------------ | ------------------ | ------------------ | ---------------------- | ---------------------- | ---------------------- | ---------------------- | ---------------------- | ------------ |
| 1     | США      | 10                 | 6                  | 8                  | 10                 | 34                 | 8                      | 7                      | 6                      | 10                     | 31                     | 65           |
| 2     | Япония   | 9                  | 9                  | 7                  | 4                  | 29                 | 10                     | 9                      | 9                      | 6                      | 34                     | 63           |
| 3     | ОКР      | 8                  | DSQ                | 9                  | 9                  | 26                 | 9                      | DSQ                    | 10                     | 9                      | 28                     | 54           |
| 4     | Канада   | 3                  | 8                  | 6                  | 7                  | 24                 | 6                      | 8                      | 7                      | 8                      | 29                     | 53           |
| 5     | Китай    | 5                  | 1                  | 10                 | 6                  | 22                 | 7                      | 6                      | 8                      | 7                      | 28                     | 50           |
| 6     | Грузия   | 7                  | 7                  | 5                  | 3                  | 22                 | Не прошли в финал      | Не прошли в финал      | Не прошли в финал      | Не прошли в финал      | Не прошли в финал      | 22           |
| 7     | Италия   | 6                  | 2                  | 4                  | 8                  | 20                 | Не прошли в финал      | Не прошли в финал      | Не прошли в финал      | Не прошли в финал      | Не прошли в финал      | 20           |
| 8     | Чехия    | 4                  | 3                  | 3                  | 5                  | 15                 | Не прошли в финал      | Не прошли в финал      | Не прошли в финал      | Не прошли в финал      | Не прошли в финал      | 15           |
| 9     | Германия | 2                  | 5                  |                    | 1                  | 8                  | Не прошли в финал      | Не прошли в финал      | Не прошли в финал      | Не прошли в финал      | Не прошли в финал      | 8            |
| 10    | Украина  | 0                  | 4                  | 2                  | 2                  | 8                  | Не прошли в финал      | Не прошли в финал      | Не прошли в финал      | Не прошли в финал      | Не прошли в финал      | 8            |

## Церемония награждения
Церемония награждения командного турнира, в котором Олимпийский комитет России (ОКР) завоевал золото, изначально была запланированная на 8 февраля, но была отложена из-за выявленного положительного теста на триметазидин у Камилы Валиевой. МОК объявил, что церемония награждения не состоятся до тех пор, пока не будет завершено расследование, и не будет принято конкретное решение о том, лишать ли Валиеву и команду ОКР их медалей.
29 января 2024 года Спортивный арбитражный суд (CAS) утвердил дисквалификацию Валиевой на 4 года, все соревновательные результаты были аннулированы. 30 января ISU перераспределил медали командного турнира и аннулировал результаты Валиевой. Сборная ОКР переместилась с первой на третью строчку, золото перешло США, серебро — Японии.
Церемония вручения наград золотым и серебряным призёрам командного турнира прошла 7 августа в Париже во время проведения летних Олимпийских игр 2024. Директор МОК по коммуникациям Марк Адамс сообщил, что российские фигуристы не смогут присутствовать на награждении из‑за отстранения ОКР и логистических проблем. По сообщению Спорт-Экспресс, российские фигуристы обратились с жалобой в Выездную коллегию Спортивного арбитражного суда (CAS Ad Hoc Division) в связи с отсутствием приглашения на церемонию награждения медалями.
В январе 2024 года «Матч ТВ» со ссылкой на пресс-службу МОК сообщил, что бронзовые медали будут переданы через ОКР, когда это будет возможно с точки зрения логистики.